# Ceratostylis micrantha
Ceratostylis micrantha är en orkidéart som beskrevs av Rudolf Schlechter. Ceratostylis micrantha ingår i släktet Ceratostylis och familjen orkidéer.
Artens utbredningsområde är Nya Kaledonien. Inga underarter finns listade i Catalogue of Life.